# 斯科特域
在数学领域序理论和域理论中，斯科特域（Scott domain）是代数的有界完全的完全偏序。它得名于达纳·斯科特，他首先在域理论中研究了这些结构。斯科特域密切关系于代数格，不同之处只是缺乏最大元。

## 形式定义
形式的说，偏序集合 (D, ≤) 叫做斯科特域，如果下列成立:
- D 是有向完全的，就是说，所有 D 的有向子集都有上确界。
- D 是有界完全的，就是说，有某个上界的 D 的所有子集都有上确界。
- D 是代数的，就是说，D 的所有元素可以获得为 D 的紧致元素的有向集合的上确界。

## 性质
因为空集当然有上界，我们从有界完全性得出最小元(空界的上确界)的存在性。还要注意尽管术语 "斯科特域"广泛的用于这个定义，术语"域"没有一般性意义: 它可以用于称呼在域理论中的很多结构并通常在使用前作出解释。但是，"域"确实是 斯科特自己最初用于这些结构的。此外，在某些出版物中 斯科特域常以其他名字如"代数半格"出现。
应当记住有界完全的性质等价于所有非空下确界的存在性。周知所有下确界的存在性蕴涵了所有上确界的存在性，并因此使偏序集合成为完全格。因此，当顶元素(空集的下确界)被连接(adjoin)到 斯科特域，可以得出:
1. 新顶元素是紧致的(因为次序以前是有向完全的)，
2. 结果的偏序集合将是代数格。

反过来，斯科特域在一定意义上"几乎"就是代数格。
斯科特域密切相关于斯科特信息系统，它组成了斯科特域的"语法"表示。

## 例子
- 所有有限偏序集合是有向完全和代数的。因此任何有界完全有限偏序集合很平常的就是斯科特域。

- 自然数集带补充的顶元素 ω 构成了代数格，因此也是斯科特域。在此方面的更多例子请参见代数格。

- 考虑在字母表 {0,1} 的所有有限和无限的字的集合，按在字上的前缀序排序。所以，字 w 小于某个字 v，如果 w 是 v 的一个前缀，就是说，如果有某个(有限或无限) 字 v'  使得 w v'  = v。例如 10 ≤ 10110。空字是这个次序的底元素，而容易看出所有有向集合(总是链)有上确界。类似的，你可以立即验证有界完全性。但是，结果的偏序集合当然缺乏顶元素而有很多极大元素(如 111... or 000...)。它也是代数的，因为所有有限字是紧致的，当然可以从有限字的链逼近无限字。因此这是斯科特域而不是代数格。

- 作为反例，考虑在区间 [0,1] 内的实数，按自然次序排序。这个有界完全 cpo 不是代数的，实际上它只有一个紧致元素 0。

## 文献
参见域理论中的文献。